# Luis Felipe Serrate
Luis Eliseo Felipe Serrate, né le 5 avril 1962 à Huesca, est un homme politique espagnol membre du Parti socialiste ouvrier espagnol. Il est maire de Huesca entre 2015 et 2023.

## Biographie

### Vie privée
Luis Felipe Serrate nait le 5 avril 1962 à Huesca dans une famille socialiste. Il a un frère jumeau. Il intègre un internat en 1973, à l'âge de onze ans.

### Formation et vie professionnelle
Élève de l'université pontificale de Salamanque, il est titulaire d'une licence en sciences politiques et sociologie. Il est diplômé en travail social. Il est membre du corps des techniciens de l'entreprise municipale chargée des services sociaux de la ville de Huesca. Il a suivi un cursus en doctorat en état social et recherche.

### Engagé très jeune au PSOE
Il commence à s'engager politiquement comme militant au PSOE dès 1979. Il participe alors à la création et au développement des fédérations socialistes locales dans la province de Huesca. Il est élu conseiller municipal de Castejón de Monegros de 1999 à 2003.
Ayant coordonné plusieurs campagnes électorales locales pour le compte du PSOE, il devient secrétaire général de la section socialiste locale de Huesca puis membre de la commission exécutive provinciale en tant que secrétaire à la participation citoyenne et aux mouvements sociaux.

### Maire de Huesca
Élu conseiller municipal en mai 2003, il occupe les fonctions de premier adjoint au maire et de porte-parole socialiste à la députation provinciale de Huesca. Lorsque le maire de Huesca Fernando Elboj Broto démissionne le 3 juillet 2010, son nom est proposé pour accomplir la fin de la mandature. Il est candidat à sa succession lors des élections de 2011 qui voient la conservatrice Ana Alós s'emparer de la mairie.
Il est à nouveau candidat lors des élections du 24 mai 2015. La liste qu'il conduit arrive deuxième avec 24,90 % des voix et huit conseillers derrière celle du Parti populaire de la maire sortante (30,96 % des voix et neuf conseillers). Il est élu maire de la ville le 13 juin 2015 par 14 voix pour, 11 voix contre grâce à un accord tripartite avec deux autres listes de gauche : Cambiar Huesca et Aragón Sí Puede, marque blanche de Podemos. Il est reconduit à l'issue des élections du 26 mai 2019 où le PSOE termine en tête avec 10 sièges. 